# Тоттен, Крис
Крис Тоттен (англ. Chris Totten, род. 5 декабря 1998 года) — шотландский профессиональный игрок в снукер. Победитель Чемпионата Европы 2017 года.

## Карьера
В марте 2017 года Крис Тоттен выступил на Чемпионате Европы 2017 года. Он был посеян под номером 28 и сумел добраться до финала, где  победил эстонца Андреса Петрова со счётом 7-3 и выиграл чемпионат. В результате, Тоттен получил двухлетнюю уайлд-карту на сезоны 2017/2018 и 2018/2019.

## Финалы турниров

### Финалы Любительских турниров: 1 (1 победа, 0 поражение)
| Результат | №  | Год  | Турнир           | Соперник по финалу | Счёт |
| --------- | -- | ---- | ---------------- | ------------------ | ---- |
| Чемпион   | 1. | 2017 | Чемпионат Европы | Андрес Петров      | 7–3  |